# Vărgata
Vărgata (węg. Csíkfalva) – wieś w Rumunii, w okręgu Marusza, w gminie Vărgata. W 2011 roku liczyła 427 mieszkańców.